# Bataille de Baga (2013)
Pour les articles homonymes, voir Bataille de Baga.
Insurrection de Boko Haram
Batailles
La bataille de Baga a eu lieu du 19 au 22 avril 2013 lors de l'insurrection de Boko Haram.

## Déroulement
Les affrontements débutent le vendredi 19 avril, à Baga, un village de pêcheur situé sur le lac Tchad dans l'État de Borno, au Nord-Est du pays. Le village servait de base aux rebelles islamistes. 
Selon les déclarations des habitants, le 22 avril, à l'aube, l'armée attaque la mosquée de Baga où s'étaient retranchés les jihadistes. La fusillade se poursuit en plein centre-ville. Lors de l'affrontement, un incendie se déclare, il détruit le marché et plus de 300 maisons.
Selon des témoignages d'habitants, les militaires nigérians incendient les maisons et ouvrent le feu sur la population, sans discernement,.

## Bilan
Le bilan fait état de plus de 180 morts dans l'affrontement (187 morts dans un bilan de la Croix-Rouge fourni le jour même), incluant des militaires, des rebelles et des civils. 
Selon le général Chris Olukolade, le bilan est de 37 tués dans les combats, dont 30 militants islamistes, 6 civils et 1 soldat. Mais selon de nombreuses sources indépendantes, les bilans fournies par celle-ci sont souvent minimisés, notamment les pertes civiles, pour cacher les possibles violences de celle-ci contre les civils. Le bilan de la Croix-Rouge est rejeté par le porte-parole militaire de l'État de Borno, celui-ci déclare : « Il pourrait y avoir eu des victimes, mais il est insensé de dire que 185 personnes ont été tuées (...). Sur mon honneur d'officier, je peux dire que rien de tel ne s'est produit. » Cependant le sénateur nigérian Maina Maaji Lawan déclare avoir « personnellement visité trois cimetières à Baga et compté 228 tombes où les victimes avaient été enterrées ». Il affirme également que 4 000 maisons ont été détruites,. 
Certaines sources invoquent également la présence des armées tchadienne et nigérienne en soutien à l'armée fédérale, ce qui démontrerait la puissance grandissante des islamistes dans la région, à mettre en rapport avec le conflit au Mali alors en cours. L'armée nigériane affirme avoir mené l'opération  conjointement les soldats tchadiens et nigériens dans le cadre de la Multinational Task Force (MJT). Cependant le gouvernement nigérien a nié être impliqué dans les combats à Baga et le gouvernement tchadien n'a fait aucune réaction
Selon Human Rights Watch, des chefs de communautés locales ont affirmé avoir dénombré 183 corps de victimes et près de 2 000 maisons incendiées. Selon les images satellites analysées par Human Rights, 2 275 bâtiments ont été détruits et 125 gravement endommagés.
Les autorités nigérianes demandent la mise en place d'une enquête indépendante pour déterminer ce qui s'est passé à Baga.  